# هنگاما پالکومبورا
هنگاما پالکومبورا (به لاتین: Henegama Palkumbura) یک منطقهٔ مسکونی در سری‌لانکا است که در استان مرکزی (سری‌لانکا) واقع شده‌است.